# Unknown (2011)
Unknown (bra: Desconhecido; prt: Sem Identidade) é um filme teuto-nipo-britano-franco-estadunidense de 2011, gênero suspense, dirigido por Jaume Collet-Serra, estrelado por Liam Neeson, Diane Kruger, January Jones, Aidan Quinn, Bruno Ganz e Frank Langella. O filme é baseado no romance francês de 2003, publicado em Inglês como Out of My Head, de Didier Van Cauwelaert.

## Elenco
- Liam Neeson como Dr. Martin Harris
- Diane Kruger como Gina
- January Jones como Elizabeth "Liz" Harris
- Aidan Quinn como Martin B
- Frank Langella como Rodney Cole
- Bruno Ganz como Ernst Jürgen, um ex-Stasi operatório
- Sebastian Koch como Professor Bressler
- Stipe Erceg como Jones
- Rainer Bock como Herr Strauss
- Mido Hamada como Prince Shada
- Karl Markovics como Doutor Farge
- Eva Löbau como Enfermeira Gretchen Erfurt
- Clint Dyer como Biko
- Petra Schmidt-Schaller como funcionário do serviço de imigração

Muitos atores alemães foram lançados para o filme. Bock tinha anteriormente atuado em Bastardos Inglórios (que também estrelou Diane Kruger) e The White Ribbon. Outros do elenco incluiram Adnan Maral como taxista turco e Petra Schmidt-Schaller como um oficial de imigração. A própria Kruger também é alemã, apesar de interpretar um personagem não alemã.

## Recepção
No agregador de críticas Rotten Tomatoes, que categoriza as opiniões apenas como positivas ou negativas, o filme tem um índice de aprovação de 55% calculado com base em 200 comentários dos críticos que é seguido do consenso: "Liam Neeson eleva o processo consideravelmente, mas Unknown é, em última análise, muito derivado - e implausível - para tirar vantagem de sua premissa intrigante". Já no agregador Metacritic, com base em 38 opiniões de críticos que escrevem para a imprensa tradicional, o filme tem uma média ponderada de 56 entre 100, com a indicação de "críticas mistas ou neutras". O público entrevistado pela CinemaScore deu ao filme uma nota média de "B+" em uma escala de A+ a F.
Richard Roeper deu ao filme um B+ e escreveu: "Às vezes, Unknown estende a plausibilidade ao ponto de quase quebrar, mas é tão bem ritmado e as performances são tão fortes e a maioria das perguntas são finalmente respondidas. Este é um suspense muito sólido." Justin Chang da Variety avaliou como "um exercício emocional e psicologicamente desgastado".

## Lançamento
Unknown foi exibido fora de competição na edição 61 do Festival Internacional de Cinema de Berlim.

## Semelhanças com filmes anteriores
Alguns críticos notaram a semelhança de Unknown para filmes de suspense anteriores, incluindo os seguintes:
- Mirage (1965) - como Unknown, Mirage é sobre um homem que tem amnésia depois de um acidente quase fatal, que é perseguido por capangas, enquanto ele tenta reunir a sua antiga vida.[15]
- Frantic (1988) - como Unknown, Frantic é sobre um homem americano que viaja para a Europa com sua esposa para uma conferência, torna-se separado dela, e se vê envolvido em uma trama internacional, a partir do qual ele escapa com a ajuda de um mulher jovem, na fuga. Há outras semelhanças, incluindo uma pasta importante deixada no aeroporto e uma perseguição no piso superior.[16][17]
- The Bourne Identity (2002) - como Unknown, sobre um protagonista amnésico americano na Alemanha, com misteriosamente boas habilidades de combate, que recebe a ajuda de uma "sem dinheiro" mulher jovem e local.[8][18][19]
- Taken (2008) - outro filme estrelado por Neeson, no qual ele interpreta um americano na Europa, em uma sincera busca de bandidos, usando apenas sua inteligência.[20]

O filme também tem sido comparado a outros filmes em que o protagonista tem a sua identidade adulterada e fica inseguro quanto a quem ele é, incluindo The Man Who Haunted Himself (1970), Total Recall (1990) e Cypher (2002), bem como para a série de TV de 1995 Nowhere Man.
Unknown também foi descrita por muitos críticos como hitchcockiano.